# 금 선호
금 선호(金選好)는 한 나라의 대외준비의 보유형태로 금을 갖고 싶어하는 경향을 가리키는 단어이다. 옛부터 금이 가장 신뢰할 수 있는 가치의 저장수단으로 취급되어 온 탓으로 이 경향은 유럽에서 유별나며, 최근의 달러 위기의 반사작용으로 달러채권을 금으로 바꾸려 하는 움직임이 두드러져 결과적으로 미국으로부터의 금의 유출이 급증한 것이다.